# Roberto de Mesquita
Roberto de Mesquita (Santa Cruz das Flores, 19 de Junho de 1871 — Santa Cruz das Flores, 31 de Dezembro de 1923), de seu nome completo Roberto de Mesquita Henriques, foi um poeta simbolista açoriano que Vitorino Nemésio considerou como o melhor exemplo do perfil difuso e abúlico da açoreanidade e um dos expoentes do parnasianismo e sobretudo do simbolismo lusófono. Entre os simbolistas, foi considerado por Jacinto do Prado Coelho como um dos mais altos expoentes, logo a seguir a Camilo Pessanha, é verdade que sem o brilho, o virtuosismo de Eugénio de Castro, artista consumado, mas, em contrapartida, mais autêntico, mais literariamente sincero (ou disso nos dando a impressão profunda). O mesmo autor considera que Roberto de Mesquita se integrara perfeitamente no clima do simbolismo francês coevo. Apesar da universalidade da sua poesia, viveu a maior parte da sua vida em Santa Cruz das Flores, onde foi empregado da Fazenda Pública. Fora dos Açores apenas se lhe conhece uma breve viagem, em 1904, a Lisboa, Coimbra e Viseu, onde visitou o irmão, o professor, poeta e publicista Carlos de Mesquita. O que há de insular, de acorianidade, na sua obra, em parte também parnasiana, contribui para lhe marcar a originalidade e para fazer dele um dos mais altos representantes da poesia simbolista em língua portuguesa.

## Biografia

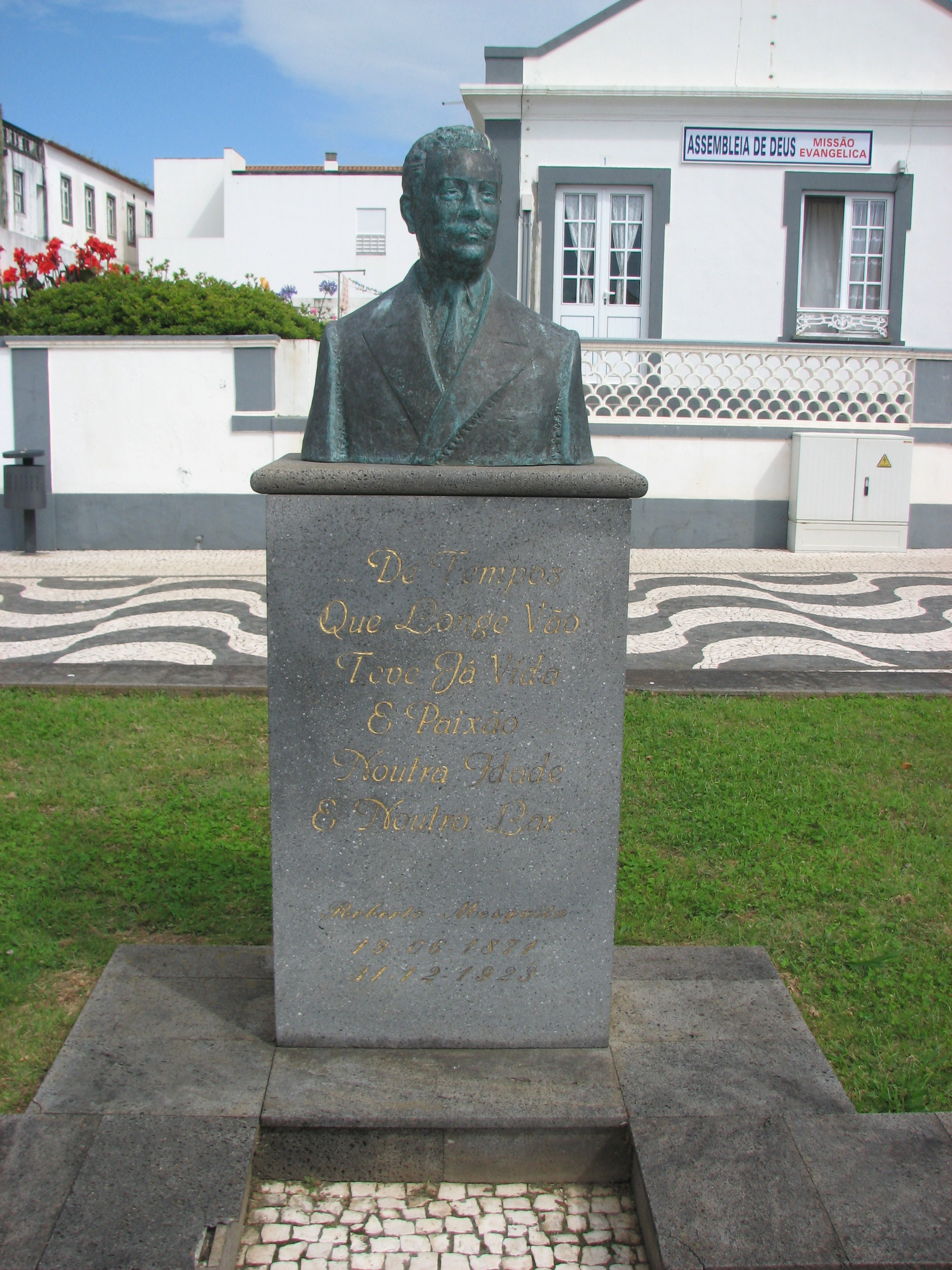
Busto de Roberto de Mesquita da autoria de Raposo de França (1989), Santa Cruz das Flores.

Roberto de Mesquita Henriques nasceu em Santa Cruz das Flores a 19 de Junho de 1871, filho de Maria Amélia de Freitas Henriques e do seu primo e marido António Fernando de Mesquita Henriques, proprietário, secretário da Administração do Concelho de Santa Cruz e pagador das Obras Públicas na ilha das Flores. A família estava ligada à pequena aristocracia florentina, tendo na ilha vasta parentela. Tinha também ligações familiares no Faial e na Terceira.
De um casamento anterior, o pai tinha duas filhas; o primeiro filho do casal foi Carlos Fernando de Mesquita Henriques, o poeta Carlos de Mesquita, nascido em 1870, que viria a ser professor da Universidade de Coimbra.
Roberto de Mesquita iniciou os seus estudos no Outono de 1878, matriculando-se na escola régia de Santa Cruz das Flores, estabelecimento que frequentou até Junho de 1875, altura em que foi aprovado no exame do segundo grau da instrução primária. Entretanto, no ano anterior, o seu irmão Carlos já havia concluído o ensino primário e fora enviado para a cidade de Angra do Heroísmo onde iniciara os estudos liceais, razão pela qual em Setembro de 1875 Roberto de Mesquita partiu para a Terceira, onde também se matriculou no Liceu de Angra do Heroísmo. 
Os irmãos Mesquita Henriques ficam hospedados em casa de um florentino, de nome Dionísio, onde partilham um quarto. Têm como encarregado de educação Luís da Costa, aparentemente um parente residente na Terceira. Parece datar deste ano passado na Terceira a iniciação dos irmãos na literatura e na poesia, mas, apesar disso, são ambos mal sucedidos nos estudos, regressando às Flores em Julho de 1876 sem ter obtido aprovação. Roberto nem fora admitido a exame.
Perante o insucesso na Terceira, atribuído à influência de um professor florentino hostil à família, no ano imediato optam por se matricular no Liceu da Horta, partindo para aquela cidade em Outubro de 1876.  No Faial conseguem o almejado sucesso académico e aprofundam o seu interesse pela literatura, talvez mesmo pela criação poética. Dois dos seus professores, Rodrigo Alves Guerra e Ludovico de Meneses, estimulam essa veia literária dos jovens estudantes, introduzindo-os na tertúlia literária criada em torno da redacção do periódico O Açoreano de que Rodrigo Alves Guerra era redactor.
Roberto de Mesquita consegue aprovação em todas as disciplinas do 1.º ano logo em 1887, o mesmo acontecendo no ano imediato, tendo mesmo conseguido uma distinção na disciplina de Português. Em Julho de 1889 termina as disciplinas do 3.º ano liceal, com excepção de Latim e Matemática, disciplinas em que foi eliminado sem admissão a exame. No ano imediato continua no Liceu da Horta, aparentemente para completar o 3.º ano, mas não existem registos que o comprovem. 
Foi neste ano de 1890, quando ainda era estudante liceal, que ocorreu a estreia literária do jovem Roberto de Mesquita, que sob o pseudónimo de Raul Montanha, publica o soneto Fé no periódico O Amigo do Povo, de Santa Cruz das Flores (Março), a que se segue o poema O Último Olhar, saído no Diário de Anúncios de Ponta Delgada. 
Um ano mais tarde, em 1891, continua a estudar na Horta, agora só, já que o irmão Carlos já estava em Coimbra a cursar Direito. Neste ano já subscreve com o seu nome os poemas com que colabora na Ilha das Flores e no O Açoreano. Conclui o 3.º ano liceal, mas parece não ter iniciado a frequência do 4.º ano (então o ano final do curso), manifestando então o desejo de partir para Lisboa, onde pretendia frequentar a Escola do Exército. 
Aparentemente por insuficiência económica da família, que já sustentava em Coimbra o irmão mais velho, os planos de partir para Lisboa goram-se e Roberto de Mesquita regressa às Flores no Verão de 1891, interrompendo definitivamente os estudos.
A partir das Flores continua a publicar versos no periódico faialense O Açoreano, recebendo de Coimbra livros e notícias sobre literatura e poesia, enviados por seu irmão Carlos, que entretanto se ligara aos poetas simbolistas e aos meios intelectuais progressistas, que incluíam o seu primo Fernando de Sousa, um activista republicano. Durante alguns messes de 1891 tem como companhia nas Flores o seu antigo professor, o poeta Rodrigo Guerra, agora oficial das alfândegas.
Nos anos imediatos continua a sua colaboração com diversos periódicos açorianos, com destaque para os da Horta, e com Os Novos, uma revista simbolista publicada em Coimbra e dirigida pelo poeta Henrique de Vasconcelos, um amigo do seu irmão Carlos. Chega a anunciar a publicação de um livro de poemas, a que tenciona atribuir o título de Alma, mas o projecto não chega a ser concretizado. Terá entretanto trabalhado como empregado eventual numa das repartições da administração pública sedeadas em Santa Cruz. Em 1894 vai à Horta, onde se apresenta à inspecção para o recrutamento militar, ficando isento.
Em 1896 foi eleito vereador substituto da Câmara Municipal de Santa Cruz das Flores, o único cargo político que jamais exerceria. Nesse mesmo ano, em exame realizado numa das cidades dos Açores, é aprovado para o lugar de escriturário da Fazenda Pública, sendo por despacho publicado no Diário do Governo nº 194, de 13 de Agosto daquele ano, nomeado para o concelho de Ferreira do Zêzere. Não estando interessado em sair dos Açores, mesmo sem ter tomado posse do lugar consegue a transferência para São Roque do Pico, para onde é nomeado a 16 de Novembro de 1896.
Mantendo a sua colaboração com O Açoreano, fixa-se em São Roque do Pico, passando a residir no lugar do Cais do Pico. No Pico conviveu com o poeta parnasiano Manuel Henrique Dias e terá sido iniciado no espiritismo, crença que manteria toda a sua vida.
A 2 de Abril de 1898 foi transferido para a repartição da Fazenda Pública de Santa Cruz das Flores. Iniciou então colaboração com o semanário A Actualidade, de Ponta Delgada, com o periódico O Faialense (que integrava entre o seus redactores o seu amigo Marcelino Lima) e com a revista Ave Azul  (1899-1900), de Viseu, cidade onde o seu irmão Carlos, bacharel desde 1895, se fixara como professor liceal.
Nos anos imediatos mantém-se nas Flores, exercendo funções em Santa Cruz e nas Lajes, sendo nesta última vila chefe interino da repartição da Fazenda Pública. Requer em 1902 a sua promoção a aspirante da  Fazenda, sendo nomeado segundo-aspirante da repartição de Santa Cruz por despacho publicado no Diário do Governo n.º 81, de 12 de Abril daquele ano. Mantendo colaboração com diversos periódicos, embrenha-se cada vez mais na carreira de empregado da Fazenda Pública.
Em Fevereiro de 1904 parte para Lisboa, a bordo do vapor Açor, para se apresentar a concurso para escrivão da Fazenda, sendo nele aprovado. Aproveita a oportunidade para visitar o irmão em Viseu e para conhecer Coimbra, onde se encontra com Eugénio de Castro e com Manuel da Silva Gaio. Permanece com o irmão até Maio, sendo esta a sua única viagem fora dos Açores. Durante a sua ausência, a 5 de Abril, o seu pai faleceu em Santa Cruz. A 5 de Junho daquele ano de 1904 toma posse como escrivão da Fazenda Pública na vila de Santa Cruz das Flores.
Em 1907, já de casamento aprazado, rompe o seu namoro de longa data com a filha de um médico local, mas aparentemente não deixa de a amar (no que era reciprocado). Ainda assim, a ruptura seria definitiva. Nesse mesmo ano filia-se no Partido Republicano Português, aderindo à ideologia republicana ao que parece em reacção à ditadura de João Franco.
A 31 de Maio de 1908, à beira dos 37 anos de idade, casou em Santa Cruz com a professora primária Maria Alice Lopes. Seria um casamento pouco feliz, talvez aceite apenas como uma arrumação de vida. Não teriam filhos e o seu relacionamento como casal foi sempre aparentemente distante.
Em Novembro de 1910, após a proclamação da República Portuguesa, o republicano Roberto de Mesquita é membro da comissão instaladora do Partido Republicano Português na ilha das Flores, aparentemente iniciando uma carreira mais auspiciosa. Contudo, logo em Maio de 1911 a tragédia abate-se sobre a família e o futuro profissional de Roberto de Mesquita é comprometido: um seu cunhado, Francisco António da Silveira, recebedor da Fazenda no concelho de Santa Cruz suicida-se a 11 de Maio depois de ter constatado que havia desaparecido do cofre da Fazenda uma avultada quantia. O dinheiro tinha sido emprestado a Frederico Augusto Cristiano de Freitas Henriques, o 1.º barão de Freitas Henriques, encarregado da estação postal, que, crivado de dívidas, não o conseguira repor. Perante a presença em Santa Cruz de um inspector das Finanças, o barão escondeu-se, tentando sair clandestinamente da ilha; no seu desespero, o recebedor não encontrara outra solução senão o suicídio.
Sendo chefe da repartição onde o dinheiro desaparecera, e para mais cunhado do recebedor, Roberto de Mesquita é de imediato envolvido no processo, sendo suspeito de não ter exercido a necessária fiscalização sobre os serviços que chefiava. Considerado culpado, é compulsivamente transferido para a repartição da ilha do Corvo por despacho de 29 de Novembro de 1911, tomando posse a 13 de Abril de 1912. Permanece desterrado no Corvo até 2 de Abril de 1913, sendo então empossado no cargo de chefe da repartição das Lajes das Flores, cargo que manterá até 21 de Setembro de 1919, data em que foi transferido novamente para Santa Cruz.
Entretanto deixara de publicar poesia, não se lhe conhecendo colaboração na imprensa durante o período de 1910 a 1915. Neste último ano publica um soneto no periódico faialense O Arauto, reiniciando a sua colaboração com a imprensa da cidade da Horta. Nesse mesmo ano é alvo de novo processo disciplinar, desta vez por atraso no serviço, sendo considerado culpado. Era clara a sua falta de entusiasmo, e zelo, na sua actividade de empregado das Finanças. Ainda assim permanece no cargo de chefe da repartição das Lajes e, depois de 1919, da de Santa Cruz.
Cada vez mais isolado e soturno, vai perdendo contacto com os simbolistas de Coimbra, já que o seu irmão Carlos de Mesquita falecera em Viseu a 9 de Maio de 1916. Introvertido e dado a experiências de espiritista, resigna-se ao isolamento na ilha, escrevendo poesia onde perpassa o diálogo com a solidão e o sonho. Demora a retomar a ideia de publicar a sua produção poética, embora inicie a preparação de um manuscrito onde ordena parte importante da sua produção literária, dando-lhe como título Almas Cativas.
Em 1921 a sua mãe faleceu, o que contribui para aumentar o isolamento e ar soturno do poeta.
A revista Ilustração Portuguesa, de Lisboa, publica na sua edição de 28 de Outubro de 1922 um retrato do poeta, acompanhado do seu soneto Melancolia. Prossegue, entretanto, o seu trabalho com o manuscrito das Almas Cativas, mas em Novembro de 1923 adoece, com um inchaço no pescoço e a 26 de Dezembro colapsa, ficando delirante, recitando versos a meia voz. Faleceu a 31 de Dezembro, sendo sepultado no cemitério de Santa Cruz das Flores.
O manuscrito de Almas Cativas permanece inédito até 1931, ano em que, com prefácio de Marcelino Lima, é editado por iniciativa da viúva e da irmã mais nova. É uma edição muito modesta, de 300 exemplares, impressa em Famalicão, que passa totalmente despercebida no meio cultural português.
A fama apenas surge em 1939, quando Vitorino Nemésio publica um artigo sobre Roberto de Mesquita e a sua obra no n.º 6 da Revista de Portugal. Inicia-se a partir daí a divulgação da sua obra, rapidamente reconhecida como do melhor que o simbolismo havia produzido em português. Com prefácio de Pedro da Silveira, e com uma desenvolvida biocronologia do poeta, a obra Almas Cativas foi reeditada em 1973 e em 1989.
São hoje múltiplos os estudos publicados sobre Roberto de Mesquita e sobre a sua obra poética, embora ainda não tenha sido completa a reunião da sua poesia dispersa pela imprensa periódica.
Em 1989 foi encomendado ao escultor açoriano Raposo de França um busto em bronze de Roberto de Mesquita, colocado no centro do largo vizinho àquela que foi a sua casa em Santa Cruz das Flores, hoje a Praceta Roberto de Mesquita. Na fachada da casa, uma lápide relembra o poeta.